# Pogranitxni (Saràtov)
|  | Per a altres significats, vegeu «Pogranitxni». |

Pogranitxni (en rus: Пограничный) és un poble (un possiólok) de l'óblast de Saràtov, a Rússia, segons el cens del 2010 tenia 2 habitants. Pertany al districte municipal de Khvalinsk.